# هرکول ایکس یک
هرکول ایکس یک یک ستاره است که در صورت فلکی زانوزده قرار دارد.